# Overkill (videohra)
Overkill je videohra z roku 2011. Vytvořilo ji české studio Craneballs Studios. Hra je určena pro iOS a Android. Hra byla velmi úspěšná u hráčů i kritiky. Průměrné hodnocení na App Store je přes 4,5 z 5. Hru si stáhlo více než 12 milionů uživatelů.
Jedná se o střílečku se statickými lokacemi. Hráč si může vybrat z 18 zbraní a herních módů survival, multiplayer a singleplayer. Je zde 5 lokací a v každé z nich hráč čelí 20 vlnám nepřátel. Za každého zabitého nepřítele dostane hráč herní peníze. Za ty si lze koupit nové zbraně. Herní peníze lze získat i výměnou za reálné peníze.
Dne 4. dubna 2013 vyšel druhý díl.